# Deutsche Harmonia Mundi
La Deutsche Harmonia Mundi è un'etichetta discografica tedesca, specializzata in dischi di musica antica e barocca.

## Storia
Fondata nel 1958 da Rudolf Ruby, la sede era situata a Friburgo in Brisgovia.
Nel 1962, con Alfred Krings della WDR, venne costituito il Collegium Aureum, una orchestra specializzata nella esecuzione di musica antica e che incideva appositamente per questa etichetta discografica. Il leader del gruppo era il violinista Franzjosef Maier.
La distribuzione dell'etichetta era inizialmente curata dalla francese Harmonia Mundi, quindi dalla BASF e dalla EMI. Nel 1992 la società venne acquisita dalla multinazionale BMG finché nel 1993 Rudolf Ruby si ritirò dalla direzione dell'etichetta.
Dal 2005 la Deutsche Harmonia Mundi è entrata a far parte della Sony Masterworks.

## Artisti Prodotti
- Cantus Cölln, con Konrad Junghänel
- Collegium Aureum, con Franzjosef Maier
- Freiburger Barockorchester
- Sonatori de la Gioiosa Marca
- L'Arte dell'Arco, con Federico Guglielmo e Christopher Hogwood
- La Petite Bande, con Sigiswald Kuijken
- Il Rossignolo, con Ottaviano Tenerani, Marica Testi, Martino Noferi
- Gustav Leonhardt
- The Harp Consort, con Andrew Lawrence-King
- Sequentia
- Schola Cantorum Basiliensis
- Günter Wand